# Liochthonius patagoniensis
Liochthonius patagoniensis är en kvalsterart som beskrevs av Hammer 1962. Liochthonius patagoniensis ingår i släktet Liochthonius och familjen Brachychthoniidae. Inga underarter finns listade i Catalogue of Life.